# Arthur Wellesley, 2:e hertig av Wellington
Arthur Richard Wellesley, 2:e hertig av Wellington, född 3 februari 1807 i London, död 13 augusti 1884 i Brighton, var en brittisk general och adelsman.
Wellington var äldste son till Arthur Wellesley, 1:e hertig av Wellington, och Catherine (Kitty) Pakenham (1773–1831), dotter till Edward Pakenham, 2:e baron Longford, och ärvde faderns titlar 1852. Efter att ha ärvt dessa lär han ha anmärkt: "Tänk er hur det blir när hertigen av Wellington anmäls, och det bara är jag som träder in i rummet!"
1853 kom han in i kronrådet och 1858 erhöll han Strumpebandsorden. År 1863 ärvde han, efter sin kusins,  William Pole-Tylney-Long-Wellesley, 5:e earl av Mornington, död, den irländska titeln earl av Mornington.
1839 hade han gift sig med lady Elizabeth Hay (1820–1904), dotter till George Hay, 8:e markis av Tweeddale, ett olyckligt äktenskap, och eftersom de inte fick några barn, gick hans titlar vidare till brorsonen Henry Wellesley, 3:e hertig av Wellington.